# S/S Otso
S/S Orso är en finsk vedeldad ångdriven bogserbåt som byggdes 1919 som Warkaus åt A. Ahlström Oy vid företagets skeppsvarv i Varkaus.
När Ahlström började avverka skog i Kajanaland 1918 köpte de sex pråmar och den gamla ångbåten Elias för  transporterna. Elias var nedgången och ersattes våren 1920 av  bogserbåten Warkaus som man lät bygga vid sitt varv i Varkaus och transportera med järnväg till Kajana.
Företaget ägde ett magasin i Metelinniemi vid Kiehimänjokis mynning dit stockarna flottades. Därifrån transporterades de på pråm till Kajana och lastades på järnvägsvagnar för transport till fabriken i Varkaus. Warkaus blev överflödig när järnvägen från Kontiomäki till Kiehimaa invigdes 1926 så man kunde lasta stockarna direkt på godsvagnar.
Hösten 1926 flyttades hon till Saimen, men där hade Ahlström  redan en bogserbåt med samma namn, så Warkaus döptes om till Otso. Hon tjänstgjorde  huvudsakligen vid bruket i Varkaus men bogserade ibland pråmar från 
Kuopio-Idensalmi och  Joensuu via Heinävesi ända till Juojärvi. Hon hade vanligen  sex mans besättning och en kock ombord.
Efter andra världskriget bogserade Otso halvfärdiga fartyg från varvet i Varkaus för utrustning i Villmanstrand varifrån de levererades till nya ägare som krigsskadestånd.
Otso renoverades 1947 och användes som bogserbåt vid Varkaus bruk till 1961. År 1964 såldes hon till en privatperson som fritidsfartyg i området. Hon lades upp ett tiotal år senare och såldes 1995. S/S Orsos nuvarande  ägare har låtit renovera henne till originalskick.